# Mallory Cecil
Mallory Anne Cecil (* 18. Juli 1990) ist eine ehemalige US-amerikanische Tennisspielerin.

## Karriere
Die an der Duke University studierende Cecil nahm bereits drei Mal mit einer Wildcard an den US Open teil; weder 2008 im Doppel noch 2009 im Einzel oder Mixed konnte sie die zweite Runde erreichen.

## Turniersiege

### Einzel
| Nr. | Datum         | Turnier            | Kategorie   | Belag     | Finalgegnerin | Ergebnis       |
| --- | ------------- | ------------------ | ----------- | --------- | ------------- | -------------- |
| 1.  | Mai/Juni 2008 | Sumter             | ITF $10.000 | Hartplatz | Theresa Logar | 3:6, 7:66, 6:4 |
| 2.  | Juni 2008     | Hilton Head Island | ITF $10.000 | Hartplatz | Theresa Logar | 6:2, 3:6, 6:2  |

### Doppel
| Nr. | Datum       | Turnier | Kategorie   | Belag             | Partnerin          | Finalgegnerinnen                  | Ergebnis         |
| --- | ----------- | ------- | ----------- | ----------------- | ------------------ | --------------------------------- | ---------------- |
| 1.  | Januar 2010 | Wrexham | ITF $10.000 | Hartplatz (Halle) | Megan Moulton-Levy | Iveta Gerlová Lucie Kriegsmannová | 4:6, 6:0, [11:9] |
| 2.  | April 2010  | Pelham  | ITF $25.000 | Sand              | Jamie Hampton      | Chan Chin-wei Nicole Kriz         | 6:4, 6:3         |